# 沈亦珍
沈亦珍（1900年—1993年），本名禕，字亦珍，江蘇高郵人，教育家。他是中國现代超常教育的先驱者。由於本名「禕」經常被人誤讀「偉」，所以常常自稱「亦珍」，以致不少人以為他是女性。

## 生平
1917年考入南京高等師範學校，就讀于工藝專修科；次年轉入香港大學，主修心理學、教育學，1922年畢業。畢業后在集美師範學校任教，繼而到暨南中學主持校務，到上海大學英文系、上海立達學校任教，之後擔任江蘇省立上海中學師範科主任、教務主任。1933年赴美國入密歇根大學，獲教育學碩士學位後入哥倫比亞大學教育學院。1936年獲博士學位，同年歸國，後執教于國立中山大學，不久接掌江蘇省立鎮江中學。
1937年，中國抗日戰爭爆發後，先任重慶復旦大學文學院教授，後赴甘肅省襄助教育廳長辦理全省教育，三年期滿后轉任西北師範學院外文系任教授兼系主任。之後，回母校国立中央大学任師範學院教授，主講教育及哲學、教育原理等課程。
1945年抗戰勝利後，返任江蘇省立上海中學校長。1949年後，先後任國立台灣大學、台灣師範大學教授。嗣後任中華民國教育部普通教育司司長，四年間完成修訂了小學、中學及職校的課程標準；編印海外華僑教科書；指定中、小學進行實驗研究工作等，還曾主持設在臺灣的美國在華教育基金會。　

## 晚年
1962年，赴香港擔任蘇浙公學校長，長達18年。在此期間，參與創辦香港中文大學之新亞書院、新亞中學、新亞研究所，出任校董、校長等職。

## 著作
- 《教育心理學》
- 《中國聰穎兒童教育》
- 《美國教育》
- 《社會中心教育》
- 《現代歐美中等教育》
- 《教育論叢》